# Cinnyricinclus leucogaster
Lo storno ametista (Cinnyricinclus leucogaster (Boddaert, 1783)), noto anche come storno dorsoviola, è una specie relativamente piccola (circa 17 centimetri) di storno appartenente alla famiglia Sturnidae. È l'unico membro del genere Cinnyricinclus. Questa specie presenta uno spiccato dimorfismo sessuale e si trova ampiamente nei boschi e ai margini delle foreste della savana dell'Africa subsahariana continentale. È raro avvistarlo a terra, prediligendo la sicurezza degli alberi.

## Descrizione
Lo storno ametista è una specie che presenta uno spiccato dimorfismo sessuale, con gli adulti che possono raggiungere una lunghezza di circa 18 centimetri (7 pollici). I maschi presentano testa e dorso viola iridescente ed il ventre bianco, mentre le femmine hanno un aspetto più simile a quello di un tordo, con un piumaggio dorsale marrone striato ed il ventre bianco chiazzato di nero. Entrambi i sessi hanno iridi gialle, e becco e gambe nere.

## Biologia

### Dieta
La dieta dello storno ametista comprende frutti, semi e insetti. A volte cattura gli insetti in un modo simile ai pigliamosche. Si nutre in gran parte sulla chioma degli alberi, nutrendosi raramente al suolo.

### Riproduzione
Questi uccelli fanno il nido solitamente in una fessura di un albero a pochi metri dal suolo. Il materiale con cui viene costruito il nido include foglie e sterco. La femmina produce solitamente 2-4 uova (dal colore blu chiaro con macchie rossastre/marroni), che coverà per circa 12-14 giorni. Il maschio aiuterà a nutrire i pulcini fino a quando non si impennano dopo circa 21 giorni.

## Distribuzione e habitat
Lo storno ametista è un uccello molto comune nell'Africa sub-sahariana, essendo diffuso nella maggior parte degli habitat ad eccezione della fitta foresta pluviale del bacino del Congo e delle parti più aride dell'Africa sud-occidentale. Si trova soprattutto in boschi aperti, foreste a galleria, ai margini delle savane e nelle radure. Nelle Chyulu Hills del Kenya, si trova anche ad altitudini fino a 2.100 metri (6.900 piedi).

## Tassonomia

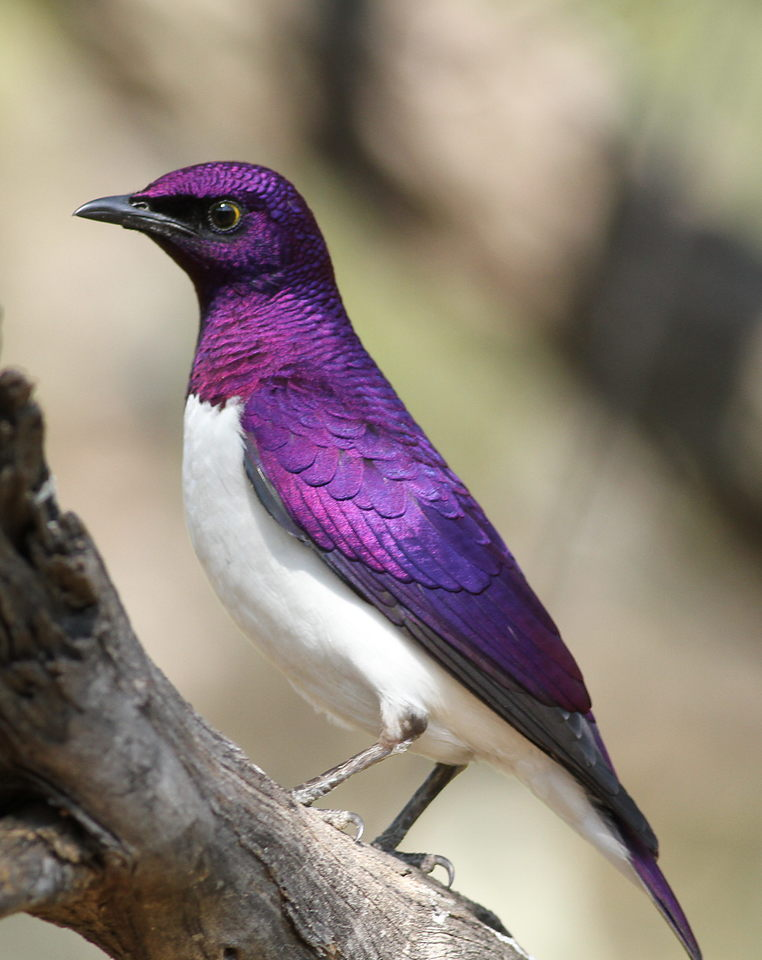
Un maschio al Parco nazionale di Pilanesberg, Sudafrica

Lo storno ametista venne descritto dal francese Georges-Louis Leclerc, Conte di Buffon nel 1775, nella sua Histoire Naturelle des Oiseaux. L'uccello venne anche illustrato in una tavola colorata a mano incisa da François-Nicolas Martinet nelle Planches Enluminées D'Histoire Naturelle, prodotta sotto la supervisione di Edme-Louis Daubenton per accompagnare il testo di Buffon. Né la didascalia della tavola né la descrizione di Buffon includevano un nome scientifico, ma nel 1783 il naturalista olandese Pieter Boddaert coniò il nome binomiale Turdus leucogaster nel suo catalogo del Planches Enluminées. La località tipo è il Benin nell'Africa occidentale. Lo storno ametista è l'unica specie inserita nel genere Cinnyricinclus, genere introdotto dal naturalista francese René Lesson, nel 1840. Lo storno ametista fu designato come specie tipo dal naturalista inglese George Robert Gray, nel 1855. Il nome del genere, Cinnyricinclus, combina il nome del genere Cinnyris, un genere di uccelli nettarinidi coniato dal naturalista francese Georges Cuvier, nel 1816, ed il termine in nuovo latino cinclus che significa "tordo". Il nome specifico, leucogaster, deriva dal greco antico leukos che significa "bianco", e gastēr che significa "pancia".
Si conoscono tre sottospecie:
- C. l. leucogaster (Boddaert, 1783) - dal Senegal e dal Gambia all'Etiopia, al Kenya e alla Tanzania;
- C. l. arabicus Grant, CHB e Mackworth-Praed, 1942 - dal Sudan orientale alla Somalia nordoccidentale e alla penisola arabica;
- C. l. verreauxi (Finsch & Hartlaub, 1870) - dal sud della Repubblica Democratica del Congo alla Tanzania occidentale, e sud della Botswana, dal Sud Africa nord-orientale al Mozambico;